# Archidiocèse d'Izmir
L'archidiocèse d'Izmir (en latin : archidioecesis Smyrnensis) est une circonscription ecclésiastique de l'Église catholique en Turquie. Il est situé dans le sud-ouest du pays.

## Histoire
L'archidiocèse est créé par le pape Pie VII le 18 mars 1818.

## Liste des archevêques
- Giovanni Boccella, T.O.R. (9 septembre 1967-7 décembre 1978)
- Domenico Caloyera, O.P. (7 décembre 1978 - 22 janvier 1983)
- Germano Bernardini, O.F.M. Cap. (22 janvier 1983 - 11 octobre 2004)
- Ruggero Franceschini, O.F.M. Cap. (11 octobre 2004 - 7 novembre 2015)
- Lorenzo Piretto, O.P. (7 novembre 2015 - 8 decembre 2020)
- Martin Kmetec, O.F.M. Conv. (8 decembre 2020 - )

## Place dans l'Église catholique
Contrairement à la plupart des archidiocèses métropolitains, il ne possède aucun diocèse suffragant. Bien que de rite latin, il dépend de la Congrégation pour les Églises orientales.

## Églises notables
Le siège du diocèse est la cathédrale Saint-Jean d'Izmir (en). Par ailleurs, la Maison de la Vierge Marie est située sur son territoire.